# An American Citizen
An American Citizen és una pel·lícula muda de la Famous-Players dirigida per J. Searle Dawley i protagonitzada per John Barrymore, en el que algunes fonts consideren el seu debut cinematogràfic, i Evelyn Moore. Basada en la peça teatral homònima de Madeleine Lucette Ryley, es va estrenar el 10 de gener de 1914. Es considera una pel·lícula perduda.

## Argument
Dos corredors de borsa, Beresford Cruger i Peter Barbury, es veuen obligats a declarar-se en fallida quan el seu soci Egerton Brown desapareix després de malversar vuitanta mil dòlars de l'empresa. Beresford podria entrar en possessió d'una petita herència que li va deixar un oncle anglès si pogués demostrar que s'ha casat amb una dona anglesa. Però Beresford, que hauria de marxar del país per buscar una dona, es resisteix a perdre la seva ciutadania nord-americana i no sap què fer. Aleshores arriba d'Anglaterra la seva cosina Beatrice que va ser desheretada perquè es va enamorar d'un nord-americà. Peter convenç els dos cosins perquè es casin per conveniència, perquè tots dos puguin obtenir les seves herències. Després de diverses desventures, els dos, casats contra la seva voluntat descobreixen que s'estimen. Beresford inverteix la seva herència a Wyoming, feliç de poder seguir sent nord-americà sense més problemes.

## Repartiment
- John Barrymore: Beresford Kruger.
- Evelyn Moore: Beatrice Carewe.
- Peter Lang: Peter Barbury.
- Hal Clarendon: Egerton Brown.
- Mrs. M.S. Smith: Carola Chapin.
- Ethel West: Georgia Chapin.
- Howard Missimer: Sir Humphrey Bunn.